# Opius resupinus
Opius resupinus är en stekelart som beskrevs av Fischer 1964. Opius resupinus ingår i släktet Opius och familjen bracksteklar. Inga underarter finns listade i Catalogue of Life.